# Guatteria
Guatteria is een geslacht uit de familie Annonaceae. De soorten uit het geslacht komen voor van in Mexico tot in tropisch Zuid-Amerika.

## Soorten
- Guatteria aberrans Erkens & Maas
- Guatteria acrantha Erkens & Maas
- Guatteria aeruginosa Standl.
- Guatteria alata Maas & Setten
- Guatteria alba Maas & Westra
- Guatteria aliciae Maas & Erkens
- Guatteria allenii R.E.Fr.
- Guatteria alta R.E.Fr.
- Guatteria alticola Scharf & Maas
- Guatteria amapaensis Maas & Westra
- Guatteria amplifolia Triana & Planch.
- Guatteria anteridifera Scharf & Maas
- Guatteria antioquensis Maas & Westra
- Guatteria araracuarae Maas & Westra
- Guatteria arenicola Maas & Erkens
- Guatteria argentea Erkens & Maas
- Guatteria atabapensis Aristeg. ex D.M.Johnson & N.A.Murray
- Guatteria attenuata Maas & Westra
- Guatteria australis A.St.-Hil.
- Guatteria auyantepuiensis Maas & Westra
- Guatteria ayangannae Scharf & Maas
- Guatteria beckii Maas & Westra
- Guatteria beniensis Maas & Westra
- Guatteria bernardii R.E.Fr.
- Guatteria blainii (Griseb.) Urb.
- Guatteria blepharophylla Mart.
- Guatteria brevipetiolata Maas & Westra
- Guatteria campestris R.E.Fr.
- Guatteria campinensis (Morawetz & Maas) Erkens & Maas
- Guatteria candolleana Schltdl.
- Guatteria capixabae Lobão & J.C.Lopes
- Guatteria carchiana Maas & Westra
- Guatteria caribaea Urb.
- Guatteria castilloi Maas & Westra
- Guatteria chasmantha R.E.Fr.
- Guatteria chiriquiensis R.E.Fr.
- Guatteria choroniensis Tamayo
- Guatteria chrysophylla Maas & Setten
- Guatteria cinnamomea D.R.Simpson
- Guatteria citriodora Ducke
- Guatteria clusiifolia D.M.Johnson & N.A.Murray
- Guatteria confusa Maas & Westra
- Guatteria conspicua R.E.Fr.
- Guatteria costaricensis R.E.Fr.
- Guatteria crassipes R.E.Fr.
- Guatteria crassivenia N.Zamora & Maas
- Guatteria cryandra Erkens & Maas
- Guatteria cuatrecasasii D.Sánchez
- Guatteria cuscoensis Maas & Westra
- Guatteria darienensis Susana Arias & Maas
- Guatteria decurrens R.E.Fr.
- Guatteria delicatula Maas & Westra
- Guatteria denudata R.E.Fr.
- Guatteria discolor R.E.Fr.
- Guatteria dolichophylla R.E.Fr.
- Guatteria dolichopoda Donn.Sm.
- Guatteria dotana N.Zamora & Erkens
- Guatteria duckeana R.E.Fr.
- Guatteria duodecima Maas & Westra
- Guatteria dura R.E.Fr.
- Guatteria elata R.E.Fr.
- Guatteria elegans Scharf
- Guatteria elegantissima R.E.Fr.
- Guatteria elongata Benth.
- Guatteria emarginata Lobão, Maas & Mello-Silva
- Guatteria eriopoda DC.
- Guatteria esmeraldae Maas & Westra
- Guatteria eugeniifolia A.DC. ex R.E.Fr.
- Guatteria ferruginea A.St.-Hil.
- Guatteria flabellata Erkens & Maas
- Guatteria flagelliflora Maas & Westra
- Guatteria flexilis R.E.Fr.
- Guatteria foliosa Benth.
- Guatteria fractiflexa Maas & Westra
- Guatteria friesiana (W.A.Rodrigues) Erkens & Maas
- Guatteria galeottiana Baill.
- Guatteria gentryi Maas & Erkens
- Guatteria goudotiana Triana & Planch.
- Guatteria grandiflora Donn.Sm.
- Guatteria grandipes Maas & Westra
- Guatteria griseifolia Maas & Westra
- Guatteria guianensis (Aubl.) R.E.Fr.
- Guatteria herrerana N.Zamora & Maas
- Guatteria heteropetala Benth.
- Guatteria hirsuta Ruiz & Pav.
- Guatteria hispida (R.E.Fr.) Erkens & Maas
- Guatteria insculpta R.E.Fr.
- Guatteria intermedia Scharf
- Guatteria inundata Mart.
- Guatteria japurensis Maas & Westra
- Guatteria jefensis Barringer
- Guatteria kamakusensis Maas & Westra
- Guatteria latifolia (Mart.) R.E.Fr.
- Guatteria leucotricha Scharf & Maas
- Guatteria liesneri D.M.Johnson & N.A.Murray
- Guatteria longicuspis R.E.Fr.
- Guatteria lucens Standl.
- Guatteria macropus Mart.
- Guatteria maguirei R.E.Fr.
- Guatteria maypurensis Kunth
- Guatteria megalocarpa Maas & Westra
- Guatteria megalophylla Diels
- Guatteria meliodora R.E.Fr.
- Guatteria microcarpa Ruiz & Pav. ex G.Don
- Guatteria minutiflora Scharf & Maas
- Guatteria modesta Diels
- Guatteria monticola R.E.Fr.
- Guatteria myriocarpa R.E.Fr.
- Guatteria narinensis Maas & Westra
- Guatteria notabilis Mello-Silva & Pirani
- Guatteria novogranatensis R.E.Fr.
- Guatteria oblonga R.E.Fr.
- Guatteria oblongifolia Rusby
- Guatteria odorata R.E.Fr.
- Guatteria oligocarpa Mart.
- Guatteria oliviformis Donn.Sm.
- Guatteria oriximinae Maas & Westra
- Guatteria ouregou (Aubl.) Dunal
- Guatteria pachycarpa Erkens & N.Zamora
- Guatteria pachyphylla Maas & Westra
- Guatteria pacifica R.E.Fr.
- Guatteria pakaraimae Scharf & Maas
- Guatteria paludosa R.E.Fr.
- Guatteria panamensis (R.E.Fr.) R.E.Fr.
- Guatteria pannosa Scharf & Maas
- Guatteria partangensis Scharf & Maas
- Guatteria pastazae R.E.Fr.
- Guatteria peruviana R.E.Fr.
- Guatteria pichinchae Maas & Westra
- Guatteria pittieri R.E.Fr.
- Guatteria pogonopus Mart.
- Guatteria pohliana Schltdl.
- Guatteria polyantha R.E.Fr.
- Guatteria procera R.E.Fr.
- Guatteria pseudoferruginea Maas & Westra
- Guatteria pseudorotundata Maas & Erkens
- Guatteria pudica N.Zamora & Maas
- Guatteria punctata (Aubl.) R.A.Howard
- Guatteria ramiflora (D.R.Simpson) Erkens & Maas
- Guatteria reinaldii Erkens & Maas
- Guatteria revoluta Maas & Westra
- Guatteria richardii R.E.Fr.
- Guatteria rigida R.E.Fr.
- Guatteria rostrata Erkens & Maas
- Guatteria rotundata Maas & Setten
- Guatteria rubiginosa N.Zamora & Maas
- Guatteria ruboides Maas & Westra
- Guatteria rubrinervis R.E.Fr.
- Guatteria rufotomentosa R.E.Fr.
- Guatteria rupestris Mello-Silva & Pirani
- Guatteria sabuletorum R.E.Fr.
- Guatteria saffordiana Pittier
- Guatteria scalarinervia D.R.Simpson
- Guatteria scandens Ducke
- Guatteria schomburgkiana Mart.
- Guatteria scytophylla Diels
- Guatteria sellowiana Schltdl.
- Guatteria sessilicarpa Maas & Setten
- Guatteria slateri Standl.
- Guatteria spectabilis Diels
- Guatteria stenocarpa Lobão, Maas & Mello-Silva
- Guatteria stenopetala R.E.Fr.
- Guatteria stenophylla Maas & Westra
- Guatteria stipitata R.E.Fr.
- Guatteria subsessilis Mart.
- Guatteria synsepala Maas & Westra
- Guatteria tacarcunae Erkens & Maas
- Guatteria talamancana N.Zamora & Maas
- Guatteria tenera R.E.Fr.
- Guatteria terminalis R.E.Fr.
- Guatteria tomentosa Rusby
- Guatteria trichocarpa Erkens & Maas
- Guatteria trichostemon R.E.Fr.
- Guatteria turrialbana N.Zamora & Erkens
- Guatteria ucayalina Huber
- Guatteria vallensis Maas & Westra
- Guatteria venezuelana R.E.Fr.
- Guatteria venosa Erkens & Maas
- Guatteria verrucosa R.E.Fr.
- Guatteria verruculosa R.E.Fr.
- Guatteria villosissima A.St.-Hil.
- Guatteria wachenheimii Benoist
- Guatteria wokomungensis Scharf & Maas
- Guatteria zamorae Erkens & Maas